# Liste der Einträge im National Register of Historic Places im Ouray County

Lage des Ouray Countys in Colorado

Die Liste der Einträge im National Register of Historic Places im Ouray County in Colorado führt die Bauwerke und historischen Stätten im Ouray County auf, die in das National Register of Historic Places aufgenommen wurden.
Legende
| NRHP | Historic Place             |
| HD   | Historic District          |
| NHL  | National Historic Landmark |

| [ 2 ] | Name                              | Bild                              | Eintragsdatum                 | Lage                                                             | Ort     | Beschreibung |
| ----- | --------------------------------- | --------------------------------- | ----------------------------- | ---------------------------------------------------------------- | ------- | --- |
| 1     | Beaumont Hotel                    | Beaumont Hotel                    | 30. Okt. 1973 ID-Nr. 73000483 | 505 Main St. 38° 1′ 18″ N, 107° 40′ 14″ W                        | Ouray   | |
| 2     | George Jackson House              |                                   | 11. Jan. 1996 ID-Nr. 95001508 | 129 Citadel Dr. 38° 5′ 13″ N, 107° 42′ 12″ W                     | Ridgway | auch bekannt als Ouray County Poor Farm; unter der Nummer 83004700 mit der Lage am U.S. Highway 550 im kleinen Portland bei Ridgway bereits 1983 eingetragen |
| 3     | Ouray City Hall and Walsh Library | Ouray City Hall and Walsh Library | 16. Apr. 1975 ID-Nr. 75000528 | 6th Ave., zwischen 3rd und 4th Sts. 38° 1′ 23″ N, 107° 40′ 12″ W | Ouray   | |
| 4     | Ouray Historic District           | weitere Bilder                    | 6. Okt. 1983 ID-Nr. 83003537  | U.S. Highway 550 38° 1′ 22″ N, 107° 40′ 24″ W                    | Ouray   | |